# Himlen kan vänta (TV-serie)
Himlen kan vänta är ett TV-program i åtta delar som sändes i november och december 2008 på Sveriges Television. Programledare var Anne Lundberg.
Serien tog upp vad som händer med en människa som får en diagnos om en dödlig sjukdom.
Himlen kan vänta vann TV-Kristallen 2009 i kategorin Årets dokumentärprogram .